# داهر
داهر (انگلیسی: Daher) شرکت هوافضای فرانسوی است، که‌ در سال ۱۸۶۳ تأسیس شد.